# Diócesis de Bosnia

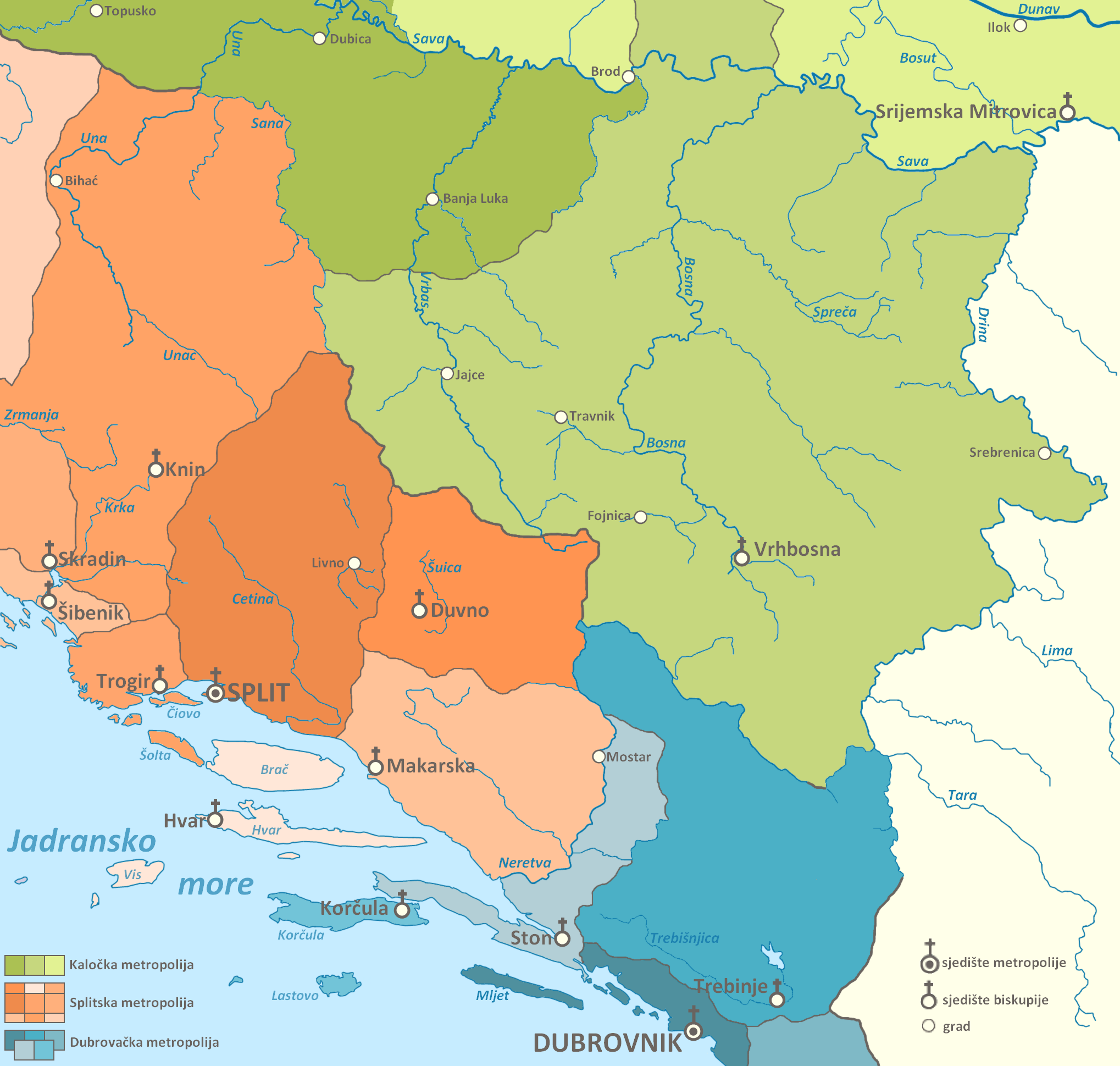
Diócesis de Bosnia en el siglo XV

La diócesis de Bosnia (en latín: Dioecesis Bosniensis) fue una diócesis católica que existió en Bosnia entre los siglos XI y XV, y permaneció formalmente en existencia hasta 1773.

## Historia
No se sabe con precisión cuándo se estableció la diócesis de Bosnia. Sobre la base de una colección de documentos históricos Provinciale Vetus, publicados en 1188, que la mencionan dos veces, una vez subordinada a la arquidiócesis de Split, y otra vez bajo la arquidiócesis de Ragusa, se supone que se fundó entre 1060 y 1075. Durante el siglo XII, fue disputada entre esas dos arquidiócesis y otras dos, la arquidiócesis de Antivari y la arquidiócesis de Kalocsa. En 1244, una dotación de las parroquias de Đakovo y Blezna por el rey Bela IV de Hungría enumeró las otras parroquias de la diócesis, a saber, Vrhbosna, Neretva, Lepenica, Vidgossa (Viduša), Mile (cerca de la actual Visoko), Lašva, Uskoplje, Brod (cerca de la actual Zenica), Borač (cerca de la actual Rogatica).
En los siglos XIII y XIV, los obispos de Bosnia eran principalmente misioneros dominicos que fueron enviados para combatir la expansión de la Iglesia bosnia. A principios del siglo XIV, los franciscanos también llegaron con el mismo propósito, primero en Usora y Soli, a pedido de Esteban Dragutin de Serbia. Las dos órdenes se involucraron en una disputa prolongada por el control de la provincia, en la que finalmente prevalecieron los franciscanos, pero la diócesis debilitada aún sucumbió a la conquista otomana de Bosnia en 1463.
Durante la ocupación otomana, el obispo de Bosnia no tenía un control efectivo sobre el territorio de Bosnia, sino que la provincia franciscana de Bosna Srebrena siguió siendo el principal recipiente del catolicismo en la zona. En 1735, la Santa Sede fundó el Vicariato Apostólico de Bosnia y asignó a los franciscanos como vicarios apostólicos para dirigirlo, poniendo así fin formalmente a la jurisdicción de esta diócesis sobre Bosnia.
En 1773, el papa Clemente XIV unió formalmente la diócesis con la diócesis de Sirmia a pedido de la emperatriz del Sacro Imperio Romano Germánico y reina de Hungría y Croacia, María Teresa. El cambio de 1773 lo subordinó a la arquidiócesis de Zagreb. En 1881, se erigió la arquidiócesis de Vrhbosna, que incluía el territorio actual de Bosnia. La diócesis de Bosnia (Ðakovo) y Srijem se convirtió en la actual arquidiócesis de Ðakovo-Osijek.

## Obispos de Bosnia
| siglo XII                                                                     | siglo XII       | siglo XII                   | siglo XII |
| Inicio                                                                        | Final           | Titular                     | Notas |
| ----------------------------------------------------------------------------- | --------------- | --------------------------- | --- |
| c. 1141                                                                       | c. 1141         | Vladislav                   | |
| c. 1151                                                                       | c. 1151         | Milovan                     | |
| c. 1171                                                                       | c. 1171         | Radogost                    | También registrado como Rhadagastus |
| siglo XIII                                                                    |                 |                             | |
| Inicio                                                                        | Final           | Titular                     | Notas |
| después de 1209                                                               | después de 1209 | Dragonja                    | |
| después de 1210                                                               | después de 1210 | Bratoslav                   | |
| 1223                                                                          | c. 1233         | Vladimir                    | |
| 1233                                                                          | 1239            | Juan de Wildeshausen        | Fraile dominico, también registrado como Iván Njemac. Renunció en 1239 y volvió al monasterio. |
| 1239                                                                          | c. 1272         | Ponsa                       | Fraile dominico, también registrado como Povša . Había construido la catedral de San Pedro en el pueblo de Brdo (Vrhbosna). Debido a las amenazas de Patarenes, Ponsa pasó de Vrhbosna a Đakovo en 1252 y desde entonces la sede del obispo de Bosnia estuvo principalmente en Ðakovo.. |
| c. 1272                                                                       | 1273            | Roland                      | |
| c. 1280                                                                       | c. 1280         | Andrija Ugrin               | Fraile dominico |
| c. 1291                                                                       | c. 1299         | Toma                        | |
| siglo XIV                                                                     |                 |                             | |
| Inicio                                                                        | Final           | Titular                     | Notas |
| c. 1301                                                                       | c. 1304         | Nikola                      | |
| 1308                                                                          | 1314            | Grgur                       | Augustino |
| 1314                                                                          | 1316            | Benedikt Guiscard           | |
| 1317                                                                          | 1334            | Petar I                     | Fraile dominico |
| 1334                                                                          | 1336            | Sede vacante                | Sede vacante |
| 1336                                                                          | 1347            | Lovro Lorandov              | |
| 1347                                                                          | 1349            | Ivan II                     | |
| 1349                                                                          | 1356            | Peregrín de Sajonia         | Fraile franciscano |
| 1356                                                                          | 1376            | Pedro Siklósi               | |
| 1376                                                                          | 1382            | Dominik                     | Fraile dominico |
| 1382                                                                          | 1387            | Đuro                        | |
| 1387                                                                          | 1407            | Ivan III Mrnjavić           | |
| siglo XV                                                                      |                 |                             | |
| Inicio                                                                        | Final           | Titular                     | Notas |
| 1407                                                                          | 1410            | Sede vacante                | Sede vacante |
| 1410                                                                          | 1427            | Benedikt II de Benedictis   | |
| 1427                                                                          | 1428            | Dionizije de Jakč de Kusely | |
| 1428                                                                          | 1436            | Josip de Bezza              | |
| 1444                                                                          | 1454            | Rafael                      | |
| 1454                                                                          | 1455            | Filip Gothali               | |
| 1455                                                                          | 1457            | Sede vacante                | Sede vacante |
| 1457                                                                          | 1459            | Pavao                       | |
| 1459                                                                          | 1463            | Grgur II                    | Fraile franciscano - El Imperio otomano conquistó el Reino de Bosnia en 1463. |
| 1463                                                                          | 1465            | Sede vacante                | Sede vacante |
| 1465                                                                          | 1466            | Demetrije Čupor             | |
| 1468                                                                          | desconocido     | Benedikt III Levey          | |
| 1486                                                                          | 1489            | Matija de Warda             | |
| 1489                                                                          | 1491            | Stjepan od Velike Luke      | |
| 1491                                                                          | 1493            | Luka                        | También registrado como Lucas Szegedi, Jefe de Justicia de Hungría (1502–1503), obispo de Zagreb (1500-1510). |
| 1493                                                                          | 1501            | Gabrijel Polgar             | Fraile dominico, también registrado como Polner o Polver. |
| siglo XVI                                                                     |                 |                             | |
| Inicio                                                                        | Final           | Titular                     | Notes |
| 1501                                                                          | 1516            | Mihalj Kešerić de Chybarth  | |
| c. 1516                                                                       | desconocido     | Donat a Turre               | También registado como Donato della Torre. |
| 1524                                                                          | 1526            | Juraj II Paližna            | |
| 1526                                                                          | 1533            | Sede vacante                | Sede vacante |
| 1533                                                                          | 1533            | Bernard Gentilis            | |
| 1533                                                                          | 1573            | Sede vacante                | Sede vacante |
| 1573                                                                          | 1583            | Anto Matković               | Fraile franciscano, también registrado como Antonio Poli de Mathaeis. |
| 1583                                                                          | 1588            | Sede vacante                | Sede vacante |
| 1588                                                                          | 1615            | Franjo Baličević            | Fraile franciscano |
| siglo XVII                                                                    |                 |                             | |
| Inicio                                                                        | Final           | Titular                     | Notas |
| 1615                                                                          | 1625            | Anto Matić Požežanin        | |
| 1625                                                                          | 1631            | Sede vacante                | Sede vacante |
| 1631                                                                          | 1635            | Ivan IV Tomko Mrnavić       | |
| 1635                                                                          | 1639            | Sede vacante                | Sede vacante |
| 1639                                                                          | 1644            | Toma V Mrnavić              | |
| 1645                                                                          | 1660            | Marijan Maravić             | |
| 1660                                                                          | 1669            | Sede vacante                | Sede vacante |
| 1669                                                                          | 1701            | Nikola III Ogramić          | Fraile franciscano. Vivió y gobernó en Bosnia por un tiempo. Asesinado el 14 de agosto de 1701. |
| siglo XVIII                                                                   |                 |                             | |
| Inicio                                                                        | Final           | Titular                     | Notas |
| 1701                                                                          | 1703            | Sede vacante                | Sede vacante |
| 1703                                                                          | 1703            | Petar III Stanko Crnković   | |
| 1703                                                                          | 1716            | Đuro Patačić od Zajezda     | También registrado como Juraj III. Patačić, ordenó la construcción de la nueva residencia del obispo y la nueva catedral. Había convocado el primer sínodo de la diócesis de Bosnia en Đakovo.                                                                                          |
| 1716                                                                          | 1749            | Petar IV Bakić de Lach      | |
| 1749                                                                          | 1751            | Franjo III Thauzy           | Transferido a Kalocsa |
| 1751                                                                          | 1773            | Josip Antun Ćolnić          | |
| El 9 de julio de 1773, la diócesis de Bosnia se unió a la Diócesis de Sirmia. |                 |                             | |
| Fuentes:                                                                      |                 |                             | |